# HMS Edinburgh (16)
HMS Edinburgh (16) là một tàu tuần dương hạng nhẹ thuộc lớp Town của Hải quân Hoàng gia Anh Quốc. Edinburgh thuộc về lớp phụ cuối cùng gồm hai chiếc, vốn còn bao gồm HMS Belfast, và được đặt tên theo chiếc dẫn trước là Edinburgh. Nó đã tham gia một loạt các hoạt động tác chiến trong Chiến tranh Thế giới thứ hai, đặc biệt là tại Bắc Hải và biển Bắc Cực, nơi nó bị đánh chìm bằng ngư lôi vào ngày 2 tháng 5 năm 1942 khi nó đang chở 4,5 tấn vàng thỏi mà Liên Xô dùng để trả nợ vũ khí, trang bị của Anh và Mỹ trong chương trình "Lend-Lease"

## Thiết kế và chế tạo
Edinburgh được chế tạo tại Newcastle-upon-Tyne bởi hãng Swan Hunter và Wigham Richardson; được đặt lườn vào ngày 30 tháng 12 năm 1936 và hạ thủy vào ngày 31 tháng 3 năm 1938. Nó là một tàu tuần dương nhanh với trọng lượng choán nước 10.635 tấn, và với tốc độ thiết kế dự định đạt 32,25 knot (hải lý mỗi giờ); khi chạy thử máy nó đã đặt đến tốc độ tối đa 33 knot.
Nó được vũ trang khá mạnh đối với một tàu tuần dương hạng nhẹ, bao gồm 12 khẩu pháo 6 in (150 mm), 12 khẩu (sau giảm còn 8) pháo phòng không 4 in (100 mm) (cùng với con tàu chị em có số lượng pháo 4 inch mạnh nhất trong số các tàu tuần dương Anh), 16 pháo phòng không 2 pounder "pom pom" và 16 súng máy Vickers. Nó cũng mang theo sáu ngư lôi 21 in (530 mm) trên hai bệ phóng ba nòng.
Edinburgh được thiết kế như một tàu chiến hiện đại, được trang bị một dàn radar ấn tượng và hệ thống điều khiển hỏa lực, cùng khả năng mang theo ba thủy phi cơ Supermarine Walrus cho hoạt động trinh sát, cho dù trong hoạt động nó thường chỉ mang theo hai chiếc.
Vỏ giáp của nó có độ dày 4,88 inch đối với đai giáp chính, và chỗ mỏng nhất dày 1,5 inch, một vỏ giáp mạnh nhất trong số các tàu tuần dương hạng nhẹ Anh Quốc. Giống như những tàu chiến-tuần dương, tàu tuần dương hạng nhẹ được cho là đủ nhanh để tránh bị đánh trúng, phủ định nhu cầu phải có một vỏ thép dày như của các thiết giáp hạm vào thời đó.

## Lịch sử hoạt động
Khi được đưa vào hoạt động, Edinburgh được phân về Hải đội Tuần dương 18 tại Scapa Flow thuộc Scotland, trong thành phần Hạm đội Nhà. Trong một thời gian, nó được giao nhiệm vụ tuần tra giữa Iceland và quần đảo Faroe, nhưng vào năm 1939, nó được điều sang Hải đội Tuần dương 2, phục vụ cùng với Lực lượng Humber. Tuy nhiên, Edinburgh vẫn ở lại Firth of Forth vào lúc mà Không quân Đức thực hiện cuộc không kích đầu tiên xuống các căn cứ hải quân tại Rosyth vào ngày 16 tháng 10 năm 1939. Nó chỉ bị hư hại nhẹ do những quả bom ném gần trúng đích.
Edinburgh rời Rosyth vào ngày 23 tháng 10 trong nhiệm vụ hộ tống các đoàn tàu vận tải đi và về từ Narvik, Na Uy. Khi chiếc tàu buôn tuần dương vũ trang HMS Rawalpindi bị các tàu chiến-tuần dương Đức Scharnhorst và Gneisenau tấn công và đánh chìm vào ngày 23 tháng 11, nó nằm trong lực lượng được cho tách ra để truy tìm các tàu cướp tàu buôn Đức. Tuy nhiên, việc truy tìm không mang lại kết quả, và Edinburgh quay trở lại nhiệm vụ hộ tống.
Vào ngày 18 tháng 3 năm 1940, Edinburgh đi đến Tyne trải qua một đợt tái trang bị kéo dài cho đến ngày 28 tháng 10. Sau đó nó được điều về Hải đội Tuần dương 18, và vào ngày 18 tháng 11 rời Căn cứ Hải quân Faslane trên sông Clyde hộ tống đoàn tàu vận tải WS4B đi đến Freetown (ngày nay là Sierra Leone) trước khi quay trở về Scapa Flow vào ngày 12 tháng 11. Ngay trước ngày lễ Giáng Sinh, Edinburgh tham gia vào việc săn đuổi một tàu cướp tàu buôn Đức được báo cáo đã vượt thoát ra Bắc Đại Tây Dương. Lực lượng bao gồm tàu chiến-tuần dương HMS Hood, Edinburgh và các tàu khu trục Electra, Echo, Escapade và Cossack. Sau khi trải qua một tuần lễ ngoài biển, kể cả ngày lễ Giáng Sinh, sau khi báo cáo được xác định là giả mạo, nó quay trở về cảng trước khi bước sang năm mới.
Vào mùa Đông năm 1940, Edinburgh tham gia nhiều chiến dịch nhỏ cùng với Hạm đội Nhà, bao gồm việc hỗ trợ cho Chiến dịch Claymore, cuộc tấn công của lực lượng Đồng Minh lên đảo Lofoten do Đức chiếm đóng. Lại được phân công các nhiệm vụ hộ tống, Edinburgh đã tháp tùng đoàn tàu vận tải WS7 đi đến Trung Đông, trước khi được tiếp nhiên liệu tại Gibraltar và quay trở về Scapa Flow vào ngày 15 tháng 4 năm 1941. Cuối cùng, chiếc tàu tuần dương hỗ trợ nhiều hoạt động rải mìn ngoài khơi bờ biển Đan Mạch.
Edinburgh cũng đã đóng một vai trò nhỏ trong việc săn đuổi thiết giáp hạm Đức Bismarck đã vượt thoát ra Đại Tây Dương. Sau khi phục vụ trong vai trò tuần tra tại vịnh Biscay, nơi nó ngăn chặn được chiếc tàu Đức SS Lech vào ngày 22 tháng 5 năm 1941, Edinburgh được lệnh lên đường đến một vị trí phỏng đoán nhằm đón lỏng Bismarck, và chờ đợi tại đây như một lực lượng phòng hờ để đuổi theo nó. Tuy nhiên, Edinburgh đã không trông thấy đối thủ, và đã không góp phần vào việc tiêu diệt chiếc Bismarck.
Vào ngày 1 tháng 6, Edinburgh được lệnh rời Scapa Flow để thay phiên cho chiếc tàu tuần dương hạng nhẹ lớp Dido HMS Hermione trong nhiệm vụ tuần tra tại eo biển Đan Mạch. Sau một giai đoạn hoạt động bình yên, nó được lệnh hộ tống cho một đoàn tàu vận tải khác hướng đến Trung Đông, chuyến WS9B, rồi lại vào ụ tàu tại Gibraltar vào đầu tháng 7. Cuối tháng đó, nó tham gia Chiến dịch Substance, và đã đi đến Malta vào ngày 24 tháng 7. Ngày hôm sau, nó phát lệnh báo động khi một máy bay ném ngư lôi Đức tấn công. Tuy nhiên, con tàu không bị hư hại, và đã tiếp tục lên đường quay trở về Clyde.

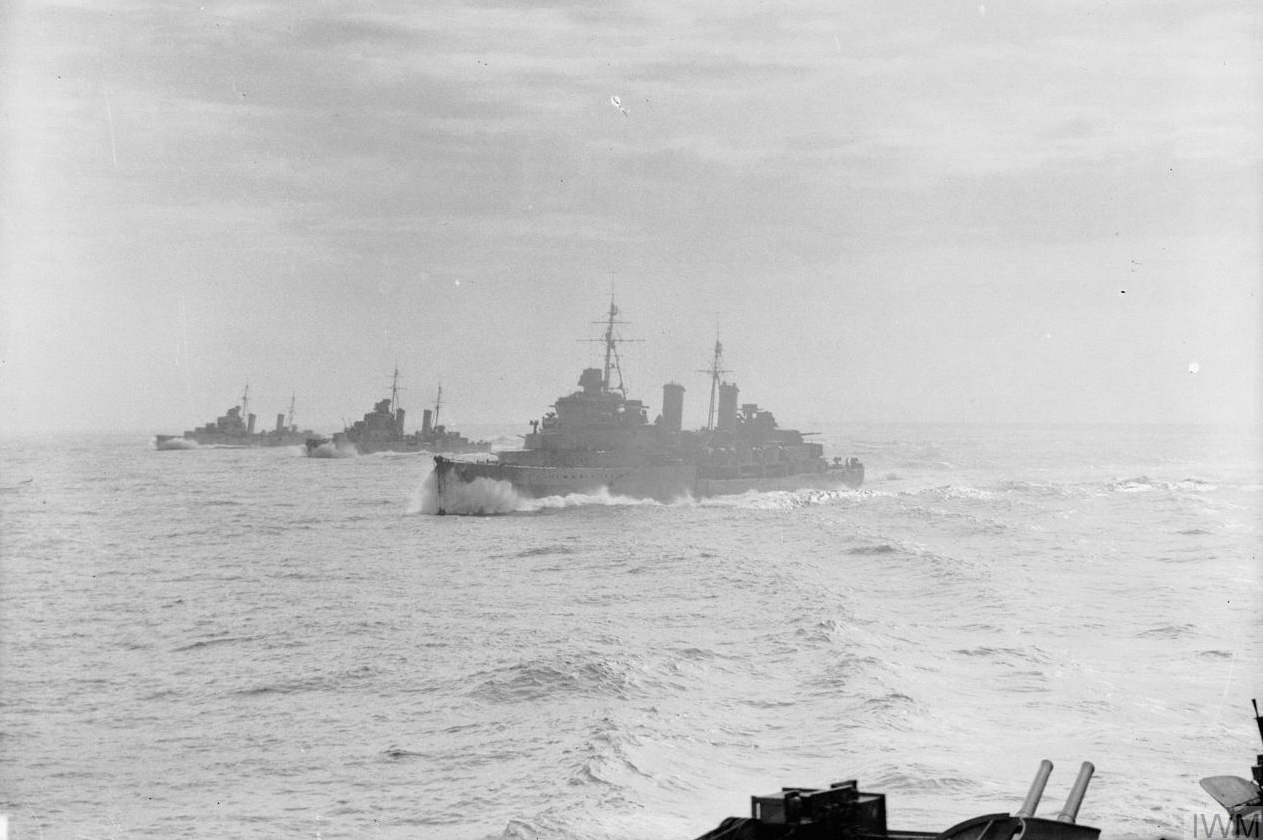
Các tàu tuần dương Edinburgh, Hermione và Euryalus di chuyển theo đội hình hàng dọc đang khi hộ tống đoàn tàu vận tải trong Chiến dịch Halberd

Vào tháng 8 năm 1941, Edinburgh hộ tống đoàn tàu vận tải WS10 đi đến Simonstown, Nam Phi, rồi một lần nữa đi đến Malta, lần này là trong thành phần tham gia Chiến dịch Halberd, và đã vào cảng tại Malta vào ngày 28 tháng 9. Nó quay trở về Gibraltar không lâu sau đó, và khởi hành từ đây vào ngày 1 tháng 10 năm 1941, với hàng tiếp liệu và tù binh chiến tranh trên tàu, hướng trở về Clyde. Sau khi được sửa chữa tại Faslane, nó gia nhập Hạm đội Nhà trong thành phần lực lượng tuần tra Iceland trong tháng 11. Vào tháng 12 năm 1941, nó hộ tống cho các đoàn tàu vận tải Bắc Cực chuyển hàng tiếp tế để trợ giúp cho Liên Xô. Nó trải qua đợt tái trang bị tại Tyne từ tháng 1 năm 1942 đến ngày 4 tháng 3, khi một lần nữa nó đảm nhiệm việc tuần tra trong khu vực Iceland-Faroes.
Edinburgh hộ tống hai đoàn tàu vận tải QP-4 và PQ-13 đi sang Liên Xô, và quay trở về Scapa Flow vào ngày 28 tháng 3. Đến ngày 6 tháng 4, nó lại rời Scapa Flow trong nhiệm vụ thường lệ, hộ tống đoàn tàu vận tải PQ-14 đến Nga. Trong số 24 con tàu hình thành nên đoàn tàu vận tải, 16 chiếc đã buộc phải quay lại Iceland do băng tuyết và thời tiết xấu, cùng một chiếc khác bị tàu ngầm U-Boat Đức đánh chìm. Cùng với bảy tàu vận tải còn lại, Edinburgh đi đến Murmansk vào ngày 19 tháng 4. Nó lại lên đường vào ngày 29 tháng 4 để hộ tống cho đoàn tàu vận tải QP-11 quay trở về.

## Chuyến hành trình cuối cùng
Chuyến hải hành cuối cùng của Edinburgh là để hộ tống cho chuyến quay trở về của đoàn tàu vận tải QP-11 bao gồm 17 con tàu, vốn đã rời bán đảo Kola vào ngày 28 tháng 4, dưới tư cách là soái hạm của Chuẩn Đô đốc Stuart Bonham Carter. Vào ngày 30 tháng 4, tàu ngầm Đức U-456, dưới quyền chỉ huy của Trung tá Hải quân Max-Martin Teichert, trong chuyến tuần tra thứ năm của nó đã được báo động về đoàn tàu vận tải bởi máy bay trinh sát Đức. Chiếc U-boat đã bắn một quả ngư lôi trúng vào mạn phải chiếc tàu tuần dương. Con tàu bắt đầu bị nghiêng nặng, nhưng thủy thủ đoàn đã phản ứng nhanh chóng khi đóng kín các ngăn chống thấm nước, ngăn ngừa cho con tàu khỏi bị chìm ngay lập tức. Không lâu sau đó, Teichert phóng một quả ngư lôi thứ hai, đánh trúng đuôi tàu và làm hỏng hệ thống lái khiến nó gần như bất động.
Được kéo đi, Edinburgh tìm cách lết trở về Murmansk cùng chiếc tàu khu trục Foresight và ba tàu quét mìn Gossamer, Harrier và Hussar. Dọc trên đường đi nó liên tục bị máy bay ném ngư lôi săn đuổi. Vào ngày 2 tháng 5, đang khi di chuyển rất chậm bằng chính động lực của nó ngoài khơi đảo Bear (Na Uy), nó bị ba tàu khu trục Đức tấn công, trong đó có chiếc tàu khu trục lớn Z7 Hermann Schoemann, Z24 và Z25. Bị đứt dây cáp kéo, nên bắt đầu di chuyển theo một vòng tròn, và cho dù các khẩu pháo của Edinburgh đang trong tình trạng lộn xộn, dàn pháo chính của nó vẫn hướng vào các đối thủ và nổ súng. Loạt đạn pháo thứ hai từ chiếc tàu tuần dương đã bắn trúng Schoemann gây hư hại nặng cho đối thủ đến mức nó bị thủy thủ đoàn của chiếc tàu khu trục Đức phải tự đánh đắm nó. Trong khi các tàu nhỏ tháp tùng theo Edinburgh đánh trả lại các kẻ tấn công, nó lại bị trúng một quả ngư lôi vốn bắn trượt khỏi một con tàu khác. Quả ngư lôi trúng ngay giữa tàu đúng ngay vào nơi đối diện với chỗ mà quả ngư lôi của tàu ngầm U-456 đánh trúng. Do con tàu chỉ được giữ không gẩy làm đôi bởi lớp lót sàn tàu và lườn, vốn có thể bung ra bất cứ lúc nào, thủy thủ đoàn được lệnh bỏ tàu. Họ chuyển sang các tàu quét mìn hộ tống đoàn tàu vận tải: 440 người lên chiếc HMS Gossamer và khoảng 400 người sang chiếc HMS Harrier. Hai sĩ quan và 56 thủy thủ đã thiệt mạng trong trận đánh. Các hoạt động mạnh mẽ của các tàu quét mìn khiến phía Đức phải nhầm lẫn về thực lực của nhóm tàu chiến đối đầu với họ.
Để đảm bảo con tàu không lọt vào tay đối phương, Harrier được lệnh đánh chìm Edinburgh bằng những khẩu pháo 4 inch của nó, nhưng 20 phát đạn đã không đánh chìm được con tàu. Một cố gắng khác nhằm đánh chìm con tàu bằng cách thả mìn sâu dọc bên lườn tàu cũng thất bại. Cuối cùng, tàu khu trục Foresight phải bắn quả ngư lôi cuối cùng để đánh chìm nó, những quả ngư lôi kia đã sử dụng hết trong việc chống lại các tàu khu trục Đức.

## Chuyến hàng chở vàng
Vào lúc Edinburgh bị đánh chìm, nó đang chở theo 4,5 tấn Anh (4.570 kg) vàng, là một phần của khoản tiền mà Stalin thanh toán cho số hàng hóa tiếp liệu được phe Đồng Minh cung cấp cho Liên Xô. 465 thỏi vàng chứa trong 93 thùng gỗ được chất các phòng chứa bom bọc thép bên mạn phải của con tàu, không xa vị trí bị trúng quả ngư lôi thứ nhất. Vào lúc đó, ước lượng số vàng nó chuyên chở trị giá khoảng 1.547.080 Bảng Anh.
Vào năm 1954, Chính phủ Anh trao quyền trục vớt chiếc Edinburgh cho Risdon Beazley Ltd., một công ty trục vớt hoạt động bên ngoài Vương quốc Anh; nhưng dự án bị dừng lại do mối quan hệ chính trị căng thẳng giữa phương Tây và Liên bang Xô viết. Vào năm 1957, xác tàu đắm được liệt kê như một di tích chiến tranh, khiến mọi nỗ lực nhằm khảo sát hay trục vớt trở nên phức tạp.
Vào cuối những năm 1970, mối quan tâm về Edinburgh sống lại, và Chính phủ Anh tìm cách thu hồi số vàng. Đó không chỉ vì lượng trữ kim có giá trị bổ sung vào kho bạc quốc gia, nhưng cũng vì mối lo ngại ngày càng gia tăng xác tàu đắm sẽ bị đánh cắp bởi những tay thợ lặn bất hợp pháp vô lương tâm, hay tệ hơn là do bởi người Xô Viết, do nó nằm ngay trong vùng biển lân cận với họ.
Vào đầu những năm 1980, một công ty tên Jessop Marine, do Keith Jessop, một thợ lặn nhiều kinh nghiệm điều hành, đã được trao quyền trục vớt Edinburgh. Jessop thắng được hợp đồng do phương pháp của ông sử dụng thợ lặn và những máy cắt phức tạp, được cho là phù hợp hơn đối với một di tích chiến tranh, hơn là phương pháp dùng chất nổ của những công ty khác.
Vào tháng 4 năm 1981, thay mặt cho Jessop Marine, chiếc tàu khảo sát Dammtor bắt đầu công việc tìm kiếm xác tàu đắm trong biển Barents. Chỉ sau mười ngày, họ đã tìm thấy địa điểm an nghỉ sau cùng của con tàu ở tọa độ xấp xỉ 72°B 35°Đ / 72°B 35°Đ, và ở độ sân 245 mét (800 ft). Sử dụng thiết bị máy ảnh đặc biệt, Dammtor ghi lại những hình ảnh chi tiết về xác tàu đắm, cho phép Jessop và các thợ lặn của ông vạch kế hoạch cẩn thận cho công việc trục vớt.
Cuối năm đó, vào ngày 30 tháng 8, chiếc tàu hỗ trợ lặn Stephaniturm đi đến hiện trường, và công tác trục vớt được bắt đầu thực hiện. Nhiều thợ lặn bị thương trong công việc, nhưng vào ngày 15 tháng 9 năm 1981, một thợ lặn cuối cùng cũng vào được phòng chứa bom và thu được một thỏi vàng. Đến ngày 7 tháng 10, tình hình thời tiết xấu đã buộc phải ngừng công việc lặn, nhưng cho đến lúc đó, 431 trong số 465 thỏi vàng đã được thu hồi, có giá trị vào lúc đó lên đến trên 43 triệu Bảng Anh. Có thêm 29 thỏi vàng khác được thu hồi trong hoạt động trục vớt tiếp theo vào năm 1986, nâng tổng số được tìm thấy lên 460 thỏi, chỉ còn sót lại 5 thỏi bị thất lạc.